# Une chambre en ville
Une chambre en ville is een Franse muziekfilm uit 1982 onder regie van Jacques Demy.

## Verhaal
Een getrouwde vrouw heeft een verhouding met een bankwerker die bij haar moeder op kamers woont. Haar man pleegt zelfmoord en haar minnaar sterft tijdens ongeregeldheden bij een staking.

## Rolverdeling
| Acteur                 | Personage                 |
| ---------------------- | ------------------------- |
| Dominique Sanda        | Édith Leroyer             |
| Danielle Darrieux      | Margot Langlois           |
| Richard Berry          | François Guilbaud         |
| Michel Piccoli         | Edmond Leroyer            |
| Fabienne Guyon         | Violette Pelletier        |
| Anna Gaylor            | Mevrouw Pelletier         |
| Jean-François Stévenin | Dambiel                   |
| Jean-Louis Rolland     | Ménager                   |
| Marie-France Roussel   | Mevrouw Sforza            |
| Georges Blaness        | Chef van de oproerpolitie |
| Yann Dedet             | Arbeider                  |
| Nicolas Hossein        | Arbeider                  |
| Gil Warga              | Arbeider                  |
| Antoine Mikola         | Arbeider                  |
| Marie-Pierre Feuillard | Vrouw met kind            |